# Suszki (Polska)
Suszki – wieś w Polsce położona w województwie dolnośląskim, w powiecie bolesławieckim, w gminie Bolesławiec, na Pogórzu Kaczawskim w Sudetach. W latach 1975–1998 miejscowość administracyjnie należała do województwa jeleniogórskiego.